# Manasaputra
Manasaputra (trl. manāsapūtra) – zbiorcza nazwa dla synów (mentalnych) Brahmy (hinduistycznego boga stwórcy), których powołał do życia siłą woli (umysłu, manasu).
Liczbę wszystkich manasaputrów źródła hinduistyczne określają jako siedem, dziewięć lub dziesięć.

## Mahabharata
Według eposu Mahabharata są to następujące postacie:
1. Marići
2. Atri
3. Angiras
4. Pulastja
5. Pulaha
6. Kratu
7. Daksza
8. Wasisztha
9. Bhrygu
10. Narada.

## Wisznupurana
Postacie jakie wskazuje Wisznupurana to :
1. Bhrygu
2. Pulastja
3. Pulaha
4. Kratu
5. Angiras
6. Marići
7. Daksza
8. Atri
9. Wasisztha[2].

## Bhagawatapurana
Bhagawatapurana podaje 10 imion synów zrodzonych z umysłu Brahmy:
1. Narada
2. Daksza
3. Wasisztha
4. Bhrygu
5. Kratu
6. Pulaha
7. Pulastja
8. Angiras
9. Atri
10. Marići[2].